# Blantyre
Blantyre – miasto w południowym Malawi, ośrodek administracyjny Regionu Południowego, położone na południe od jeziora Niasa.
Liczba ludności w 2018 roku przekroczyła 800 tys. mieszkańców. Jest to największe miasto w południowym Malawi i drugie co do wielkości w kraju, główny ośrodek gospodarczy kraju, siedziba sądu najwyższego. Stolica jedynego arcybiskupstwa katolickiego w kraju, któremu podlegają wszystkie pozostałe diecezje w Malawi. Siedzibę ma tu Malawi Broadcasting Corporation – jedyny kanał telewizyjny kraju.

## Historia
Miasto założone w 1876 roku przez misjonarzy z kościoła szkockiego. Nazwę nadano na cześć szkockiego  miasta Blantyre, miejsca urodzenia podróźnika i misjonarza Davida Livingstona.

## Gospodarka
W mieście rozwinął się przemysł spożywczy, włókienniczy, cementowy oraz skórzany.

## Transport

### Samochodowy
Droga M1 łączy miasto ze stolicą Lilongwe.

### Kolejowy
Stacja kolejowa Blantyre.

### Lotniczy
Lotnisko w Blantyre.

## Klimat
Klimat zwrotnikowy z podziałem na porę suchą od kwietnia do listopada i deszczową od grudnia do marca.

## Miasta partnerskie
- Hanower
- Kaohsiung